# Randoald Dessarzin
Randoald Dessarzin est un entraîneur de basket-ball suisse né le 23 juin 1964 à Porrentruy, alors dans le canton du Jura.

## Biographie
Sous sa direction de 1993 à 2007, le club de basket-ball du BC Boncourt est passé de la 2e ligue (4e division helvétique) au titre de Champion de Suisse et à la Coupe d'Europe.

## Club en qualité d'entraîneur
- JDA Dijon (Championnat de France, Pro A) de 2007 à janvier 2010
- "Red Team" Basket Club Boncourt (Championnat de Suisse, LNA) de 1993 à 2007
- Lugano Tigers (Championnat de Suisse, LNA)
- BBC Lausanne (Championnat de Suisse, LNB, puis LNA depuis 2016)

## Sélections nationales
- Sélectionneur de l'Équipe de Côte d'Ivoire de basket-ball, "Les Éléphants", 2009 à 2011.
- Entraîneur assistant de l'Équipe de Suisse de basket-ball, 2003

## Palmarès
Avec les Lugano Tigers
- 2012  Vainqueur du triplé Coupe de la Ligue, Coupe Suisse et Championnat. Il devient ainsi le premier entraîneur en Suisse à remporter les 3 titres avec 2 clubs différents.

Avec l'Équipe nationale de Côte d'Ivoire
- 2009 2e place du Championnat d'Afrique des Nations ; qualification aux Championnats du monde.
- 2010 : Championnats du monde.

Avec la JDA Dijon
- 2007-2008 11e place du championnat de Pro A
- 2008-2009 12e place du championnat de Pro A

Avec le BC Boncourt
- 1999 et 2003 Swiss LNA "Coach of the Year"
- 2003  Finaliste de la Coupe de Suisse
- 2003 et 2004 Champion de Suisse
- 2005  Vainqueur de la Coupe de Suisse
- 2005  Vainqueur de la Coupe de la Ligue
- 2005  Demi-finaliste de la Ligue Suisse (LNA, 1re division suisse)
- 2006  Vainqueur de la Coupe de la Ligue
- 2006   Finaliste de La Ligue Suisse (LNA, 1re division suisse)
- Avec le BBC Lausanne
- 2014 Champion suisse LNB
- 2016 Champion suisse LNB
- 2014 et 2016, Swiss LNB "Coach of the Year"

Bilan en Coupe d'Europe, quatre participations dont :
- 2005 Quart de finaliste en Fiba Europe Cup
- 2005 Finaliste de la Conférence Ouest et Centrale EuroCup Challenge